# لوئی یکم، دوک آنژو
لوئی یکم، دوک آنژو (انگلیسی: Louis I, Duke of Anjou؛ ۲۳ ژوئیه ۱۳۳۹ – ۲۰ سپتامبر ۱۳۸۴) دومین پسر ژان دوم فرانسه پادشاه فرانسه بود که بعد از به سلطنت رسیدن پدرش با عنوان اولین دوک آنژو شناخته شد.